# Elecciones regionales de San Martín de 2010
Las elecciones regionales de San Martín de 2010 se llevaron a cabo el 3 de octubre de 2010 para elegir al presidente regional, al vicepresidente regional y al Consejo Regional para el periodo 2011-2015. La elección se celebró simultáneamente con elecciones regionales y municipales (provinciales y distritales) en todo el Perú.

## Sistema electoral
El Gobierno Regional de San Martín es el órgano administrativo y de gobierno del departamento de San Martín. Está compuesto por el presidente regional, el vicepresidente regional y el Consejo Regional.
La votación se realiza en base al sufragio universal, que comprende a todos los ciudadanos nacionales mayores de dieciocho años, empadronados y residentes en el departamento de San Martín y en pleno goce de sus derechos políticos.
El presidente y vicepresidente regional son elegidos por sufragio directo. Para que un candidato sea proclamado ganador debe obtener no menos de 30 % de votos válidos. En caso ningún candidato logre ese porcentaje en la primera vuelta electoral, los dos candidatos más votados participan en una segunda vuelta o balotaje.
El Consejo Regional de San Martín está compuesto por 12 consejeros elegidos por sufragio directo para un período de cuatro (4) años. La votación es por lista cerrada y bloqueada. Cada provincia del departamento de San Martín constituye una circunscripción electoral. La votación es por lista cerrada y bloqueada. Se asigna a la lista ganadora los escaños según el método d'Hondt. La distribución y el número de consejeros regionales es la siguiente:
| Circunscripción                                                                            | Escaños | Mapa |
| ------------------------------------------------------------------------------------------ | ------- | ---- |
| Lamas y Rioja                                                                              | 2       |      |
| Bellavista, El Dorado, Huallaga, Mariscal Cáceres, Moyobamba, Picota, San Martín y Tocache | 1       |      |

## Composición del Consejo Regional de San Martín
La siguiente tabla muestra la composición del Consejo Regional de San Martín antes de las elecciones.
| Partidos | Partidos                           | Consejeros |
| -------- | ---------------------------------- | ---------- |
|          | Nueva Amazonía                     | 6          |
|          | Partido Aprista Peruano            | 2          |
|          | Movimiento Político Regional IDEAS | 1          |
|          | Partido Nacionalista Peruano       | 1          |

## Partidos y candidatos
A continuación se muestra una lista de los principales partidos y alianzas electorales que participaron en las elecciones:
| Candidatura | Candidatura | Partidos y alianzas                     | Candidatos | Candidatos               | Ideología                                                          | Resultado previo | Resultado previo | Ref. |
| Candidatura | Candidatura | Partidos y alianzas                     | Candidatos | Candidatos               | Ideología                                                          | Votos (%)        | Con.             | Ref. |
| ----------- | ----------- | --------------------------------------- | ---------- | ------------------------ | ------------------------------------------------------------------ | ---------------- | ---------------- | ---- |
|             | NA          | Lista - Nueva Amazonía (NA)             |            | César Villanueva Arévalo | Regionalismo sanmartinense                                         | 44.48%           | 6                |      |
|             | APRA        | Lista - Partido Aprista Peruano (APRA)  |            | Pedro Bogarín Vargas     | Aprismo                                                            | 22.72%           | 2                |      |
|             | AR          | Lista - Acción Regional (AR)            |            | Carlos Guillena Díaz     | Regionalismo sanmartinense                                         | 5.83%            | 0                |      |
|             | PPC         | Lista - Partido Popular Cristiano (PPC) |            | Manuel Vásquez Contreras | Democracia cristiana Conservadurismo social Liberalismo económico  | Nuevo            | Nuevo            |      |
|             | APP         | Lista - Alianza para el Progreso (APP)  |            | Antonio Pérez Cuzcano    | Liberalismo económico Conservadurismo liberal Populismo de derecha | Nuevo            | Nuevo            |      |
|             | FDP         | Lista - Fonavistas del Perú (DD)        |            | Semira Pérez Saavedra    | Socialismo Nacionalismo de izquierda Ecologismo                    | Nuevo            | Nuevo            |      |

## Resultados

### Gobierno Regional de San Martín
|                      | César Villanueva Arévalo | Nueva Amazonía (NA)             | 120,393 | 43.70 |  |  |  |
|                      | Pedro Bogarín Vargas     | Partido Aprista Peruano (APRA)  | 82,902  | 30.09 |  |  |  |
|                      | Antonio Pérez Cuzcano    | Alianza para el Progreso (APP)  | 38,148  | 13.85 |  |  |  |
|                      | Carlos Guillena Díaz     | Acción Regional (AR)            | 19,152  | 6.95  |  |  |  |
|                      | Semira Pérez Saavedra    | Fonavistas del Perú (FDP)       | 9,221   | 3.35  |  |  |  |
|                      | Manuel Vásquez Contreras | Partido Popular Cristiano (PPC) | 5,699   | 2.07  |  |  |  |
|                      |                          |                                 |         |       |  |  |  |
| Total                | Total                    | Total                           | 275,515 |       |  |  |  |
|                      |                          |                                 |         |       |  |  |  |
| Votos válidos        | Votos válidos            | Votos válidos                   | 275,515 | 71.37 |  |  |  |
| Votos en blanco      | Votos en blanco          | Votos en blanco                 | 69,870  | 18.10 |  |  |  |
| Votos nulos          | Votos nulos              | Votos nulos                     | 40,660  | 10.53 |  |  |  |
| Votos emitidos       | Votos emitidos           | Votos emitidos                  | 386,045 | 84.59 |  |  |  |
| Abstenciones         | Abstenciones             | Abstenciones                    | 70,310  | 15.41 |  |  |  |
| Votantes registrados | Votantes registrados     | Votantes registrados            | 456,355 |       |  |  |  |
|                      |                          |                                 |         |       |  |  |  |
| Fuente:              |                          |                                 |         |       |  |  |  |

### Consejo Regional de San Martín
|                        |                                |              |              |              |         |         |  |  |
| Partidos y coaliciones | Partidos y coaliciones         | Voto popular | Voto popular | Voto popular | Escaños | Escaños |  |  |
| Partidos y coaliciones | Partidos y coaliciones         | Votos        | %            | ±pp          | Total   | +/−     |  |  |
|                        | Nueva Amazonía (NA)            | 103,081      | 42.40        | –2.08        | 7       | +1      |  |  |
|                        | Partido Aprista Peruano (APRA) | 64,446       | 26.51        | +3.79        | 3       | +1      |  |  |
|                        | Alianza para el Progreso (APP) | 43,077       | 17.72        | Nuevo        | 1       | +1      |  |  |
|                        | Acción Regional (AR)           | 23,135       | 9.52         | Nuevo        | 1       | +1      |  |  |
|                        | Fonavistas del Perú (FDP)      | 9,360        | 3.85         | Nuevo        | 0       | ±0      |  |  |
|                        |                                |              |              |              |         |         |  |  |
| Total                  | Total                          | 243,099      |              |              | 12      | +2      |  |  |
|                        |                                |              |              |              |         |         |  |  |
| Votos válidos          | Votos válidos                  | 243,099      | 62.97        | –25.53       |         |         |  |  |
| Votos en blanco        | Votos en blanco                | 102,597      | 26.58        | +22.66       |         |         |  |  |
| Votos nulos            | Votos nulos                    | 40,349       | 10.45        | +2.87        |         |         |  |  |
| Votos emitidos         | Votos emitidos                 | 386,045      | 84.59        | –1.03        |         |         |  |  |
| Abstenciones           | Abstenciones                   | 70,310       | 15.41        | +1.03        |         |         |  |  |
| Votantes registrados   | Votantes registrados           | 456,355      |              |              |         |         |  |  |
|                        |                                |              |              |              |         |         |  |  |
| Fuente:                |                                |              |              |              |         |         |  |  |

### Autoridades electas
| Cargo                                                   | Autoridad electa | Autoridad electa           | Partido político | Partido político         |
| ------------------------------------------------------- | ---------------- | -------------------------- | ---------------- | ------------------------ |
| Presidente Regional de San Martín                       |                  | César Villanueva Arévalo   |                  | Nueva Amazonía           |
| Vicepresidente Regional de San Martín                   |                  | Javier Ocampo Ruiz         |                  | Nueva Amazonía           |
| Consejero Regional de San Martín (por Bellavista)       |                  | Augusto Nolasco Aguirre    |                  | Acción Regional          |
| Consejera Regional de San Martín (por El Dorado)        |                  | Mery Flores Saavedra       |                  | Nueva Amazonía           |
| Consejero Regional de San Martín (por Huallaga)         |                  | Carlos Ramírez Saldaña     |                  | Nueva Amazonía           |
| Consejera Regional de San Martín (por Lamas)            |                  | Cinthia Hidalgo Villanueva |                  | Nueva Amazonía           |
| Consejera Regional de San Martín (por Lamas)            |                  | Luz Sangama Salas          |                  | Alianza para el Progreso |
| Consejero Regional de San Martín (por Mariscal Cáceres) |                  | Edwin Vásquez Ríos         |                  | Partido Aprista Peruano  |
| Consejero Regional de San Martín (por Moyobamba)        |                  | Marco Cruzalegui Chávez    |                  | Nueva Amazonía           |
| Consejero Regional de San Martín (por Picota)           |                  | Marzolini Tello Ruiz       |                  | Nueva Amazonía           |
| Consejera Regional de San Martín (por Rioja)            |                  | Sandra Monge Morales       |                  | Nueva Amazonía           |
| Consejero Regional de San Martín (por Rioja)            |                  | César Bejarano Aguilar     |                  | Partido Aprista Peruano  |
| Consejera Regional de San Martín (por San Martín)       |                  | Flor Angulo Tuesta         |                  | Nueva Amazonía           |
| Consejero Regional de San Martín (por Tocache)          |                  | Segundo Sánchez Saravia    |                  | Partido Aprista Peruano  |